# Nazarovo, Krasnoyarsk Krai

Lá cờ của thành phố

Nazarovo, Krasnoyarsk Krai (tiếng Nga: Назарово) là một thành phố Nga. Thành phố này thuộc chủ thể Krasnoyarsk Krai. Dân số: 52,817 (Điều tra dân số 2010); 56,539 (Điều tra dân số 2002); 64,350 (Điều tra dân số năm 1989).